# متقوسات
المتقوسات (الاسم العلمي: Encyrtidae)، فصيلة زنابير طفيلية كبيرة، مع حوالي 3710 نوعًا موصوفًا ضمن حوالي 455 جنسًا. توجد تقريبًا في جميع أنحاء العالم.